# Иво Атанасов (политик, р. 1953)
Иво Първанов Атанасов е български политик от БСП, народен представител от парламентарната група на „Коалиция за България“ от област Кюстендил в XXXVI, XXXVII, XXXIX, XL, мажоритарен кандидат от област Пазарджик за XLI народно събрание и бивш член на Съвета за електронни медии.
Освен депутат от парламентарната група на „Коалиция за България“ в XL народно събрание, той е бил и председател на Постоянната комисия по гражданското общество и медиите, член на Делегацията на Народното събрание в Асамблеята на Западноевропейския съюз, като е участвал и в работата на Постоянната комисия по култура.

## Биография
Иво Атанасов е роден на 16 февруари 1953 година в град Кюстендил. Завършва специалност „Икономика на промишлеността“, а по професия е журналист.
Автор е на политическа сатира – „Леонардо от Лисиците“, „Стъклената къща“, „Парламентът като „Мъпет шоу“ (1993).
Областен лидер на БСП в Кюстендил до 2003 г., когато подава оставка и постът впоследствие е зает от Мая Манолова, въпреки че ръководената от него структура печели убедително местните избори същата година. Според Атанасов причината да се откаже от поста е, че е загубил доверието на председателя на БСП – Сергей Станишев. След напускането му БСП губи всички последвали избори в областта.
През 2011 г. се включва в надпреварата за номинацията на БСП за президентските избори същата година.
Ползва се с доверието и подкрепата на президента Георги Първанов, на когото е съветник през последните години от втория му мандат.
На 17 юли 2013 г. е избран за член на СЕМ от квотата на Народното събрание. Мандатът му изтича през 2019 година.

### Брак
Женен за Стефка Атанасова.